# Mycosphaerella pluritubularis
Mycosphaerella pluritubularis är en svampart som beskrevs av Crous & Mansilla 2006. Mycosphaerella pluritubularis ingår i släktet Mycosphaerella och familjen Mycosphaerellaceae.   Inga underarter finns listade i Catalogue of Life.